# Nottebäcks landskommun
Nottebäcks landskommun var en kommun i Kronobergs län.

## Administrativ historik
När 1862 års kommunalförordningar trädde i kraft bildades i Nottebäcks socken en landskommun med detta namn.
År 1916 lades den samman med Granhults landskommun och bildade Nottebäck med Granhults landskommun.
Vid kommunreformen 1952 skedde ingen sammanläggning med annan kommun, men kommunnamnet ändrades då till Nottebäck. År 1971 gick kommunen upp i nybildade Uppvidinge kommun.

### Kyrklig tillhörighet
I kyrkligt hänseende tillhörde kommunen Nottebäcks församling, före 1940 kallad Nottebäck med Granhults församling.

## Geografi
Nottebäcks landskommun omfattade den 1 januari 1952 en areal av 211,22 km², varav 197,35 km² land.

### Tätorter i kommunen 1960
| Tätort              | Folkmängd |
| ------------------- | --------- |
| Norrhult            | 909       |
| Klavreström, del av | 899       |

Tätortsgraden i kommunen var den 1 november 1960 62,4 procent.

## Politik

### Mandatfördelning i Nottebäck med Granhults landskommun 1938-1946
| 4 | 11 | 2 | 5 |  | 2 |

| 25 |

| 3 | 14 | 2 | 6 |

| 23 |

| 3 | 15 | 4 |  | 2 |

| 23 |

### Mandatfördelning i Nottebäcks landskommun 1950–66
| 2 | 16 | 4 | 2 |  |

| 25 |

| 2 | 14 | 5 | 2 | 2 |

| 23 |

| 2 | 14 | 5 | 2 | 2 |

| 23 |

| 2 | 14 | 5 | 2 | 2 |

| 22 |

| 3 | 13 | 5 | 2 | 2 |

| 23 |